# Elinor Ostrom
Elinor Ostrom (Los Angeles, Califòrnia, 7 d'agost de 1933 – Bloomington, Indiana, 12 de juny de 2012) va ser una politicòloga estatunidenca que va estudiar els béns comuns, tot refutant la tesi de la tragèdia dels comuns. La publicació del seu llibre El govern dels béns comuns (1990) va revifar l'interès pels comuns tant a l'acadèmica, com als moviments socials i les institucions públiques.
El seu treball va ser reconegut amb el Premi Nobel d'Economia de 2009, juntament amb Oliver E. Williamson, textualment, se li va atorgar aquest premi per «la seva anàlisi de la governança econòmica, especialment dels béns comuns». Va ser la primera dona en guanyar aquest premi.
Ostrom també va fundar el 1989 la International Association for the Studi of the Commons (IASC), que va suposar un avenç per l'estudi dels béns comuns. En la seva tesi doctoral de 1965, va analitzar els acords institucionals que regulaven els aqüífers de Califòrnia. El 1973, junt amb el seu marit, Vicent Ostrom, va fundar el Taller de Teoria Política Econòmica. Ha estat l'autora de nombrosos llibres sobre la teoria de l'organització, la ciència política i l'administració pública.
En particular els treballs d'Ostrom fan èmfasi en com els humans i els ecosistemes interaccionen per a proveir rendiments sostenibles amb els recursos disponibles. Boscos, zones de pesca, camps petrolífers, terres de pastura i regadius (en el seu llibre Governing the Commons dedica un capítol al Tribunal de les Aigües de València) entre altres que tenen les característiques de pertànyer a un fons comú de recursos (common pool resources).

## Àrea de recerca
Es considera que Ostrom va ser una de les estudioses més destacades en l'àrea de recursos compartits o béns comuns (commons, en anglès), en particular, respecte a com els éssers humans interaccionen a fi de mantenir a llarg termini els nivells de producció de recursos comuns, com ara boscos i recursos hidrològics, incloent-hi pesca i sistemes d'irrigació, àrees de pastures, etc.
Tradicionalment els economistes han considerat que mantenir aquests recursos requereix ja sigui de la intervenció estatal o de l'interès privat individual. Ostrom ha estudiat la manera en què diverses societats han desenvolupat formes institucionals al respecte i casos concrets en els quals les comunitats han instituït pràctiques comunals que han permès la preservació de recursos comuns i evitat la degradació del medi:
| « | Elinor Ostrom va desafiar la concepció tradicional que la propietat comuna és mal gestionada (...) va concloure que els resultats són, més sovint que no, millors que els predits per les teories estàndards. Va observar que els usuaris dels recursos sovint desenvolupen sofisticats mecanismes de decisió i reforçament de regles per gestionar conflictes d'interès, i caracteritzà les regles que promouen resultats positius | » |

El seu treball fonamental Governing the Commons: The Evolution of Institutions for Collective Action (1990), estudia múltiples casos que mostren com gestionar i disposar col·lectivament de recursos escassos. Com a resum de la seva recerca Ostrom nomena els següents principis com reeixits per a la resolució de problemes locals de procomú :
1. Límits clarament definits i exclusió efectiva d'estranys.
2. Les normes referides a l'apropiació i disposició del procomú s'han d'ajustar a les condicions locals.
3. Els beneficiaris poden participar en la modificació dels acords i regles per a poder adaptar-se millor a aquests canvis.
4. Vigilància del compliment de les normes.
5. Possibilitat de sancions adaptades a les violacions de les normes, és a dir que existeixin sancions però que aquestes no siguin tan altes que no es puguin dur a la pràctica.
6. Mecanismes de solució de conflictes.
7. Les instàncies superiors de govern reconeixen l'autonomia de la comunitat.
8. Organització dins de capes múltiples d'organitzacions.

Els últims treballs d'Ostrom emfatitzen la naturalesa multivariada de la interacció entre humans i sistemes ecològics i busca crear un sistema formal general que permeti identificar i estudiar els elements o variables que influeixen en la possibilitat d'autoorganització de les comunitats en relació al desenvolupament de relacions socioecològiques sostenibles.

## Selecció de publicacions
- Governing the Commons: The Evolution of Institutions for Collective Action Ostrom, Elinor, Cambridge University Press, 1990
- Institutional Incentives and Sustainable Development: Infrastructure Policies in Perspective Ostrom, Elinor, and Schroeder, Larry, and Wynne, Susan, Oxford: Westview Press, 1993
- Rules, Games, and Common Pool Resources Ostrom, Elinor, and Gardner, Roy, and Walker, James, Editors, Ann Arbor, University of Michigan Press, 1994
- amb Crawford, Sue E. S., «A Grammar of Institutions.» American Political Science Review 89, no.3 (September 1995): 582–600.
- A Behavioral Approach to the Rational Choice Theory of Collective Action: Presidential Address, American Political Science Association, 1997. Ostrom, Elinor, The American Political Science Review 92(1): 1-22. 1998
- Trust and Reciprocity: Interdisciplinary Lessons for Experimental Research, Volume VI in the Russell Sage Foundation Series on Trust, Elinor Ostrom and James Walker, Editors, Russell Sage Foundation, 2003
- Understanding Institutional Diversity Ostrom, Elinor, Princeton, Princeton University Press. 2005.
- Understanding Knowledge as a Commons: From Theory to Practice Arxivat 2010-01-10 a Wayback Machine. Ostrom, Elinor and Hess, Charlotte, Editors, The MIT Press, Cambridge, Massachusetts, 2006.